# Tkivo
Tkiva ili staničja predstavljaju komplekse morfološki i fiziološki istovrsnih stanica zajedničkog porijekla i jednake funkcije. Pored stanica, u sastav tkiva ulazi i međustanična tvar u većim ili manjim količinama, a stvaraju je same stanice. Izučavanjem tkiva bavi se posebna biološka znanstvena disciplina – histologija.
Pojedini dijelovi stanice jednostaničnih organizama mogu biti specijalizirani za obavljanje određenih funkcija (organele).Zbog toga jednostanični organizmi mogu obavljati sve osnovne životne funkcije kao i višestanični, tj. da funkcioniraju kao jedinstveni organizmi.
Tijelo višestaničnih organizama je sastavljeno od velikog broja stanica, gdje su neke stanice specijalizirane i diferencirane u pogledu građe i funkcije u okviru posebnih tkiva.To je omogućilo bolje izvršavanje pojedinih radnji, a također je povećana povezanost između raznih dijelova istog organizma, što znači bolje funkcioniranje organizma kao cjeline. Zbog svega ovoga, čitava je evolucija išla putem sve veće specijalizacije pojedinih dijelova tijela, a to je utjecalo na nastanak sve savršenijih organizama.
U usporedbi s biljnim tkivima, tkiva višestaničnih životinja su znatno raznovrsnija i složenije građe. Znamo da kod biljaka ne postoje živčana i mišićna tkiva i da se mnoga životinjska tkiva od biljnih razlikuju po strukturi i funkciji, pa zbog toga postoje razlike i u njihovom načinu ishrane i života uopće.

## Životinjska tkiva
- Epitelno tkivo – pokrovno, žljezdano i osjetno tkivo
- Vezivno tkivo – rahlo i gusto vezivno tkivo, potporno tkivo, krv, masno tkivo
- Mišićno tkivo
- Živčano tkivo – neuroni i glija stanice

## Biljna tkiva
- Tvorna tkiva ili meristemi
  - Vršni meristem
  - Bočna tvorna tkiva – kambij

- Trajna tkiva 
  - Osnovno tkivo – asimilacijski i spužvasti parenhim
  - Pokrovno tkivo – epiderma i rizoderma
  - Provodno tkivo – ksilem i floem
  - Potporno tkivo – kolenhim i skelerenhim
  - Žljezdano tkivo – hidatode, nektarije, probavne žlijezde i ekskreti